# Саут Мансфилд (Луизијана)
Саут Мансфилд (енгл. South Mansfield) град је у америчкој савезној држави Луизијана.

## Демографија
По попису из 2010. године број становника је 346, што је 6 (-1,7%) становника мање него 2000. године.
| Група             | 2000.       | 2010.       |
| Белци             | 81 (23,0%)  | 73 (21,1%)  |
| Афроамериканци    | 260 (73,9%) | 262 (75,7%) |
| Азијати           | 1 (0,3%)    | 0 (0,0%)    |
| Хиспаноамериканци | 8 (2,3%)    | 5 (1,4%)    |
| Укупно            | 352         | 346         |